# Senja Pusula
Senja Pusula (26 marzo 1941) è un'ex fondista finlandese.

## Palmarès

### Olimpiadi invernali
- Bronzo a Innsbruck 1964 nella staffetta 3x5 km.

### Mondiali
- Bronzo a Vysoké Tatry 1970 nella staffetta 3x5 km.